# Proceso Birkeland-Eyde
El proceso Birkeland–Eyde fue uno de los primeros sistemas industriales viable para la producción de fertilizantes nitrogenados. Fue desarrollado por el industrial y científico noruego Kristian Birkeland junto con su socio empresarial Sam Eyde en 1903, basado en un método utilizado por Henry Cavendish en 1784. El procedimiento fija el nitrógeno atmosférico (N2) en ácido nítrico (HNO3), uno de los muchos procesos químicos generalmente usados en la fijación del nitrógeno. El ácido nítrico resultante es entonces utilizado como fuente de nitrato (NO3-) mediante la reacción
HNO3 → H+ + NO3-
que puede tener lugar en presencia de agua o de una base.
Se construyó una fábrica basada en este proceso en Rjukan y Notodden en Noruega, integrando en el edificio del complejo las grandes instalaciones hidroeléctricas necesarias.
El proceso Birkeland–Eyde es relativamente ineficiente en términos de consumo de energía. Por lo tanto, entre 1910 y 1920, fue gradualmente reemplazado en Noruega por una combinación del proceso de Haber y del método de Ostwald. El proceso de Haber sintetiza amoníaco (NH3) a partir de nitrógeno molecular (N2) e hidrógeno (H2), este último normalmente (aunque no necesariamente) producido a partir de la modificación de gas metano (CH4). El amoníaco del proceso de Haber es entonces convertido en ácido nítrico (HNO3) mediante el proceso de Ostwald.

## El proceso
Se utiliza un arco eléctrico formado entre dos electrodos coaxiales, y a través del uso de un campo magnético intenso, se extiende al exterior hacia un disco delgado. La temperatura del plasma en el disco supera sobradamente los 3000 °C. El aire es soplado a través de este arco, causando que parte del nitrógeno reaccione con el oxígeno formando óxido nítrico. Controlando cuidadosamente la energía del arco y la velocidad de la corriente de aire, se obtiene hasta un 4% de óxido nítrico de la totalidad del caudal de aire inyectado en el sistema. El proceso es extremadamente costoso en términos energéticos. Birkeland utilizó una central hidroeléctrica cercana para disponer de la electricidad necesaria para alimentar el proceso, de aproximadamente 15 MWh/tonelada de ácido nítrico. La misma reacción se produce con los rayos de las tormentas en la atmósfera, proporcionando una fuente natural para convertir nitrógeno atmosférico en nitratos solubles.
N
2 + O
2 → 2 NO
El óxido nítrico caliente es enfriado y combinado con oxígeno atmosférico para producir dióxido de nitrógeno.
2 NO + O
2 → 2 NO
2
Este dióxido de nitrógeno es entonces disuelto en agua para transformarse en ácido nítrico, posteriormente purificado por destilación fraccionaria.
3 NO
2 + H
2O → 2 HNO
3 + NO